# Xà nữ (phim truyền hình Ấn Độ)
Xà nữ (tựa đề gốc tiếng Hindi: नागिन; Naagin) là một bộ phim truyền hình Ấn Độ thuộc thể loại siêu nhiên, kỳ ảo, giả tưởng về người rắn biến hình. Bộ phim được sản xuất bởi nhà sản xuất phim Ekta Kapoor, hãng phim Balaji Telefilms. Bộ phim gồm có 6 phần (tính đến năm 2023), được phát sóng lần đầu tiên trên kênh truyền hình Colors TV tại Ấn Độ vào tối thứ bảy và chủ nhật hàng tuần.
Phần 7 dự kiến sẽ được phát sóng vào năm 2024 tại Ấn Độ trên kênh Colors TV.

## Tổng quát
| Phần | Phần | Số tập | Phát sóng lần đầu (Ấn Độ) | Phát sóng lần đầu (Ấn Độ) |
| Phần | Phần | Số tập | Ngày đầu                  | Ngày cuối                 |
| ---- | ---- | ------ | ------------------------- | ------------------------- |
|      | 1    | 62     | 1 tháng 11 năm 2015       | 5 tháng 6 năm 2016        |
|      | 2    | 75     | 8 tháng 10 năm 2016       | 25 tháng 6 năm 2017       |
|      | 3    | 103    | 2 tháng 6 năm 2018        | 26 tháng 5 năm 2019       |
|      | 4    | 37     | 14 tháng 12 năm 2019      | 8 tháng 8 năm 2020        |
|      | 5    | 52     | 9 tháng 8 năm 2020        | 6 tháng 2 năm 2021        |
|      | 6    | 146    | 12 tháng 2 năm 2022       | 9 tháng 7 năm 2023        |

## Các diễn viên chính

### Phần 1
| Tên diễn viên      | Tên nhân vật | Mô tả ngắn                                                | Tình trạng nhân vật  |
| ------------------ | --- | --------------------------------------------------------- | -------------------- |
| Mouni Roy          | Shivanya | Người rắn tộc Sheshnaag, chị họ của Shesha, vợ của Ritik. | Còn sống             |
| Arjun Bijlani      | |                                                           |                      |
| Ritik/Yuvraj Singh | Hoàng tử của vương quốc Suryavanshi, con của vua Sangram Singh, cháu và con nuôi của Yamini, chồng của Shivanya. | Đã chết                                                   |                      |
| Sangram Singh      | Vua của vương quốc Suryavanshi, anh nuôi của Yamini, cha của Ritik, cha chồng của Shivanya.                      | Đã chết                                                   |                      |
| Adaa Khan          | Shesha | Người rắn tộc Sheshnaag, em họ của Shivanya.              | Còn sống, bị lưu đày |

### Phần 2
| Tên diễn viên   | Tên nhân vật       | Mô tả ngắn | Tình trạng nhân vật  |
| --------------- | ------------------ | --- | -------------------- |
| Mouni Roy       | Shivangi           | Người rắn tộc Sheshnaag, con gái của Ritik và Shivanya, vợ của Rocky.                                                 | Còn sống             |
| Mouni Roy       | Shivanya           | Chị họ của Shesha, vợ của Ritik, mẹ của Shivangi.                                                                     | Đã chết              |
| Karanvir Bohra  | Rocky Pratap Singh | Người rắn tộc Takshak, con của Mahendra Pratap Singh và Vasudha, cháu nuôi của Yamini, chồng của Shivangi.            | Còn sống             |
| Adaa Khan       | Shesha             | Người rắn phản bội tộc Sheshnaag, sau trở thành thủ lĩnh tộc Takshak - Takshika, em họ của Shivanya, dì của Shivangi. | Còn sống, bị lưu đày |
| Kinshuk Mahajan | Rudra              | Người rắn tộc Sheshnaag, đồng minh của Shivangi.                                                                      | Đã chết              |

### Phần 3
| Tên diễn viên      | Tên nhân vật | Mô tả ngắn | Tình trạng nhân vật  |
| ------------------ | ------------ | --- | -------------------- |
| Surbhj Jyoti       | Bela         | Nữ hoàng rắn tộc Sheshnaag, danh tính mới của Ruhi, bạn của Vishakha, người yêu cũ của Vikrant, vợ của Mahir. | Đã chết              |
| Surbhj Jyoti       | Shravani     | Nữ hoàng tộc Sheshnaag, kiếp sau của Bela, vợ của Mihir.                                                      | Còn sống             |
| Pearl V Puri       | Mahir Sehgal | Con trai của Andy và Sumitra, chồng của Bela.                                                                 | Đã chết              |
| Pearl V Puri       | Mihir Sippi  | Kiếp sau của Mahir, chồng của Shravani.                                                                       | Còn sống             |
| Anita Hassanandani | Vishakha     | Người rắn hai đầu, bạn của Bela/Shravani, vợ của Vikrant, mẹ của Taamsi.                                      | Còn sống, bị lưu đày |
| Rajat Tokat        | Vikrant      | Người rắn tộc Nidhog, người yêu cũ của Ruhi/Bela, con trai của Sumitra, chồng của Vishakha.                   | Đã chết              |

### Phần 4
| Tên diễn viên      | Tên nhân vật | Mô tả ngắn                                                          | Tình trạng nhân vật |
| ------------------ | ------------ | ------------------------------------------------------------------- | ------------------- |
| Nia Sharma         | Brinda       | Người rắn tộc Sheshnaag, con gái của Keshav và Manyata, vợ của Dev. | Còn sống            |
| Vijayendra Kumeria | Dev Parekh   | Con trai của Aakash và Vrushali, chồng của Brinda.                  | Còn sống            |

### Phần 5
| Tên diễn viên   | Tên nhân vật        | Mô tả ngắn | Tình trạng nhân vật |
| --------------- | ------------------- | --- | ------------------- |
| Surbhi Chandna  | Bani Sharma         | Kiếp sau của Naageshwari, người rắn nữ đầu tiên, em gái của Meera, vợ của Veeranshu.                                                            | Đã chết             |
| Sharad Malhotra | Veeranshu Singhania | Hoàng tử tộc đại bàng, chồng của Bani, kiếp sau của Akesh, con của Maarkat và Balwant, anh song sinh của Teer, anh em cùng mẹ khác cha của Jay. | Đã chết             |
| Sharad Malhotra | Teer Singhania      | Hoàng tử tộc đại bàng, con trai của Maarkat và Balwant, em sinh đôi của Veeranshu.                                                              | Đã chết             |
| Mohit Sehgal    | Jay Mathur          | Kiếp sau của Hriday, người rắn nam đầu tiên, con trai của Maarkat, anh em cùng mẹ khác cha của Veeranshu.                                       | Đã chết             |

### Phần 6
| Tên diễn viên    | Tên nhân vật      | Mô tả ngắn | Tình trạng nhân vật |
| ---------------- | ----------------- | --- | ------------------- |
| Tejasswi Prakash | Pratha            | Đã từng là người rắn nữ Shesh, con gái của Shivansh và Roopa, em của Mahek, vợ của Rishabh, mẹ của Prathna.                                        | Còn sống            |
| Tejasswi Prakash | Prathna           | Đã từng là người rắn nữ Shesh vĩ đại, con gái của Rishabh và Pratha, cháu của Mahek, vợ của Raghuveer, mẹ của Meher và Purvika.                    | Đã chết             |
| Tejasswi Prakash | Pragati           | Người rắn nữ Shesh, kiếp sau của Prathna, vợ của Raghav.                                                                                           | Còn sống            |
| Mahek Chahal     | Mahek             | Đã từng là nữ hoàng rắn Shesh và người rắn nữ Shesh, con gái của Shivansh và Roopa, chị của Pratha, vợ cũ của Yash, vợ của Vinay.                  | Đã chết             |
| Simba Nagpal     | Rishabh Gujral    | Một sĩ quan quân đội trở thành một doanh nhân, con trai của Lalit và Chanda, anh song sinh của Shakti, chồng của Pratha, cha của Prathna.          | Đã chết             |
| Simba Nagpal     | Shakti Gujral     | Con trai của Lalit và Chanda, em trai song sinh của Rishabh.                                                                                       | Đã chết             |
| Shrey Mittal     | Raghuveer Ahlawat | Đã từng là Sheshnaag, vua của Naaglok, chồng của Prathna, con trai của Sheshnaag Yash, anh trai của Swarna và Mrignayni, cha của Meher và Purvika. | Đã chết             |
| Vatsal Sheth     | Raghav Shukla     | Sheshnaag, vua của Naaglok, kiếp sau của Raghuveer, con của Swarna và Ajay, chồng của Pragati.                                                     | Còn sống            |

## Phiên dịch
| naag                       | náag                | người rắn nam                                                             | người rắn, xà nam                              | Không phải là danh từ.                                                                                         |           |                        |                                                       |                                       |              |              |                               |                            |                                                      |
| naagin                     | naa-gin             | người rắn nữ                                                              | người rắn, xà nữ                               | Không phải là danh từ.                                                                                         |           |                        |                                                       |                                       |              |              |                               |                            |                                                      |
| Naagrani                   | Náag-ra-ni          | nữ hoàng rắn                                                              | nữ hoàng rắn                                   | Bela/Shravani (nữ hoàng tộc Sheshnaag)                                                                         |           |                        |                                                       |                                       |              |              |                               |                            |                                                      |
| Naagraj                    | Náag-rai            | vua rắn                                                                   | chúa tể rắn                                    | Takshak (vua tộc Takshak)                                                                                      |           |                        |                                                       |                                       |              |              |                               |                            |                                                      |
| Mahanaagrani               | Ma-ha náag-ra-ni    | nữ hoàng rắn vĩ đại                                                       | nữ hoàng rắn vĩ đại                            | Danh xưng này chỉ dành cho Shivangi.                                                                           |           |                        |                                                       |                                       |              |              |                               |                            |                                                      |
| Adi Naagin                 | A đi Na-gin         | chức vị của nữ hoàng của tất cả người rắn thời cổ đại                     | Danh xưng này chỉ dành cho Naageshwari/Bani .  | A đi Naag | A đi Náag | người rắn nam đầu tiên | một nửa của nữ hoàng của tất cả người rắn thời cổ đại | Danh xưng này chỉ dành cho Hriday/Jay | Shesh Naagin | Shésh Na-gin | người rắn nữ thuộc tộc Vasuki | Nữ hoàng của mọi người rắn | Kadru/Naageshwari - bà của Pratha và Mahek (đã từng) |
| Pratha (đã từng)           |                     |                                                                           |                                                | |           |                        |                                                       |                                       | Shesh Naagin | Shésh Na-gin | người rắn nữ thuộc tộc Vasuki | Nữ hoàng của mọi người rắn |                                                      |
| Mahek (đã từng)            |                     |                                                                           |                                                | |           |                        |                                                       |                                       | Shesh Naagin | Shésh Na-gin | người rắn nữ thuộc tộc Vasuki | Nữ hoàng của mọi người rắn |                                                      |
| Prarthna (đã từng)/Pragati |                     |                                                                           |                                                | |           |                        |                                                       |                                       | Shesh Naagin | Shésh Na-gin | người rắn nữ thuộc tộc Vasuki | Nữ hoàng của mọi người rắn |                                                      |
| Maha Shesh Naagin          | Ma-ha Shésh Naa-gin | Nữ hoàng đứng đầu tối cao của tất cả người rắn                            | Prarthna (đã từng)                             | |           |                        |                                                       |                                       |              |              |                               |                            |                                                      |
| Sheshnaag                  | Shésh-náag          | vua của mọi vua rắn , không phải danh xưng nên không có nghĩa Tiếng Việt. | vua của mọi vua rắn                            | Yash |           |                        |                                                       |                                       |              |              |                               |                            |                                                      |
| Sheshnaag                  | Shésh-náag          | vua của mọi vua rắn , không phải danh xưng nên không có nghĩa Tiếng Việt. | vua của mọi vua rắn                            | Raghuveer (đã từng)/Raghav                                                                                     |           |                        |                                                       |                                       |              |              |                               |                            |                                                      |
| Shesh Naagrani             | Shésh Náag-ra-ni    | nữ hoàng rắn Shesh                                                        | nữ hoàng của tất cả nữ hoàng và tất cả tộc rắn | Mahek (đã từng). Danh xưng này dành cho một nữ người rắn bình thường sau khi kết hôn với vua của mọi vua rắn . |           |                        |                                                       |                                       |              |              |                               |                            |                                                      |
| naagmahal                  | náag-ma-hàl         | dinh thự rắn                                                              | dinh thự rắn                                   | Nơi ở của người rắn trên mặt đất, không phải là danh từ.                                                       |           |                        |                                                       |                                       |              |              |                               |                            |                                                      |
| naaglok                    | náag-lók            | vương quốc rắn                                                            | vương quốc rắn                                 | Nơi ở của người rắn dưới lòng đất, không phải là danh từ.                                                      |           |                        |                                                       |                                       |              |              |                               |                            |                                                      |
| naagmani                   | náag-ma-ni          | viên ngọc rắn                                                             | viên ngọc rắn                                  | Không phải là danh từ.                                                                                         |           |                        |                                                       |                                       |              |              |                               |                            |                                                      |